# Lost Ark
Lost Ark est un jeu vidéo de rôle en ligne massivement multijoueur (MMORPG) co-développé par Tripod Studio et Smilegate RPG. Le jeu est sorti officiellement le 7 novembre 2018 en Corée du Sud. Le jeu est actuellement[Quand ?] en bêta ouverte en Russie, la licence ayant été accordée à l'éditeur russe Mail.ru. 
Publié par Amazon Games Studios, le jeu est également sorti le 11 février 2022 en Europe, en Amérique du Nord et en Océanie. Une première bêta fermée de ces régions a eu lieu du 4 au 11 novembre 2021.
Le jeu a remporté six prix dans diverses catégories lors des Korea Game Awards 2019.

## Histoire
Le jeu de rôle place le joueur dans l'univers d'Archésia au moment où la menace du chaos ressurgit, cinq cents ans après La Grande Guerre ayant opposé Kazéros et ses démons aux sept sidéraux menés par le Roi Lutéran.

## Système de jeu
Évoluant dans un monde en vue isométrique, Lost Ark reprend les mécaniques traditionnelles du genre MMORPG. Néanmoins, le jeu propose d'innover avec des éléments d'action-RPG et de Hack 'n' slash au sein d'un univers fantastique.

### Monnaies
- Cristaux royaux : seule monnaie à s'acheter avec de l'argent réel. Les cristaux royaux sont utilisés pour acheter des paquets cristaux, des objets cosmétiques et d'autres objets dans la boutique du jeu[5].
- Cristaux : monnaie principale pour acheter des objets dans la boutique du jeu, y compris à la boutique secrète de Mari. Les cristaux s'achètent en paquet contre des cristaux royaux, ou avec de l'or via l'échange de monnaie.
- Or : l'unique devise utilisée lors du marchandage entre joueurs à l'hôtel de vente. L'or sert à acheter des consommables ou des objets auprès des autres joueurs et de certains personnages non-joueur (PNJ), ainsi qu'à améliorer l'équipement à la fin du jeu. L'or s'obtient en grande majorité par le biais des raids (des combats contre des boss pouvant être réalisés chaque semaine) ou avec des cristaux royaux via l'échange de monnaie.
- Argent : monnaie la plus répandue dans Lost Ark et obtenue lors de la plupart des activités liées à la progression du joueur dans le jeu : quêtes, combats du joueur contre l'environnement (JcE), coffres trouvés dans l'environnement, entre autres. L'argent permet d'acheter des ressources communes, de réparer les équipements, de se déplacer rapidement et de commercer avec les PNJ marchands du jeu.
- Plume de résurrection : monnaie qui permet au joueur de ressusciter immédiatement à l'endroit de sa mort.

### Classes de personnages
Le joueur doit créer un personnage et peut choisir parmi 6 archétypes et une des nombreuses sous-classes disponibles à partir du niveau 10.
| Guerrier                                      | Martialiste                                                   | Tireur d'Élite                                         | Mage                                 | Assassin                                        | Spécialiste                       |
| --------------------------------------------- | ------------------------------------------------------------- | ------------------------------------------------------ | ------------------------------------ | ----------------------------------------------- | --------------------------------- |
| Berseker Tueuse Ravageur Paladin Pistolancier | Élémentiste Essentialiste Lancière Pugiliste Spirite Écraseur | Artilleur Franc-tireur Fusilière Machiniste Sagittaire | Arcaniste Barde Invocatrice Sorcière | Démoniste Faucheuse Sanguelame Dévoreuse d'âmes | Artiste Hèletempête Thérianthrope |

(±) indique que la sous-classe n'est pas disponible dans la version éditée par Amazon Games Studio. En mars 2025, les sous-classes disponibles sont les mêmes en Corée et dans le reste du monde.

### Le Tripod de compétences
En montant de niveau avec son personnage, il y a la possibilité d'améliorer son Tripod avec des effets spécifiques pour chaque compétences. Jusqu'au niveau 60, il y a 248 points de compétences qui peuvent être réparties selon le style de jeu de chacun.

### Artisanat et métiers
Le jeu propose 6 métiers d'artisanat différents (herboriste, bûcheron, mineur, pêcheur, archéologue et chasseur) basés sur un système de récolte. Tous ces métiers sont disponibles au début du jeu sans restriction de choix à condition d'avoir équipé les outils nécessaires.
Ces outils peuvent être obtenus de plusieurs façons :
- Gratuitement, en terminant les quêtes d'artisanat qui commencent à la ville de Lacus, au Lutéran oriental.
- En les achetant auprès de marchands d'outils.
- En les fabriquant dans la forteresse du joueur ou auprès des artisans qualifiés.
- Via le commerce et l'échange entre joueurs.

Chaque métier dispose d'un arbre de talent spécifique qui permet d'obtenir des bonus passifs et actifs au sein du jeu.

## Développement
Le jeu a bénéficié d'un budget de 88 millions de dollars, ce qui en fait à sa sortie l'un des jeux vidéo les plus chers de l'histoire.

### VF de 2022
- Mario Bastelica : Akkan
- Maxime Hoareau : Allegro
- Victor Niverd : Armen
- Juliette Poissonnier : Azena
- Xavier Fagnon : Balthor
- Karine Pinoteau : Béatrice
- Camille Lamache : Blackfang
- Sophie Riffont : Brelshaza
- Rune Carmes : Ealyn
- Pascal Germain : Galatur
- Pierre Alam : Gardien Luen
- Nadine Girard : Inanna
- Anthony Carter : Kadan
- Stéphane Ronchewski : Kakul-Saydon
- Jochen Haegele : Kazeros
- Eilias Changuel : Kharmine
- Sylvain Lemarié : Luterra
- Lila Lacombe : Nineve
- François Créton : Sinnervale
- Xavier Couleau : Shandi
- Emmanuel Bonami : Thaezin
- Tony Marot : Thirain
- Nicolas Justamon : Tortoyk
- Slimane Yefsah : Vairgrys
- Jean-François Aupied : Valtan
- Agnès Manoury : Vykas
- Jérémie Bedrune : Wei

#### Voix additionnelles
- Valérie Bachère
- Jonathan Benhamou
- Gabriel Bismuth-Bienaimé
- Laurent Blanpain
- Aurore Bonjour
- Audrey Botbol
- Luc Boulad
- Marie Bouvier
- Philippe Bozo
- Marc Bretonnière
- Rune Carmes
- Pascale Chemin
- Igor Chometowski
- Fred Colas
- Olivier Cordina
- Julien Crampon
- Anaïs Delva
- Céline Duhamel
- Cédric Dumond
- Alexandre Gillet
- Emmanuel Gradi
- Laurent Gris
- Hervé Grull
- Loïc Guingand
- Rémi Gutton
- Anouck Hautbois
- Fily Keita
- Arthur Khong
- Caroline Klaus
- Grégory Laisné
- Margaux Laplace
- Adrien Larmande
- Anna Lauzeray Gishi
- Martial Le Minoux
- Virginie Ledieu
- Daniel Lobé
- Bruno Magne
- Brigitte Lecordier
- Sabrina Marchese
- Taric Méhani
- Patrice Melennec
- Thierry Mercier
- Ninon Moreau
- Alexandre Nguyen
- Marie Nonnenmacher
- Constantin Pappas
- Sandra Parra
- Christian Pélissier
- Benjamin Penamaria
- Mathieu Rivolier
- Stéphane Roux
- Franck Sportis
- Gérard Surugue
- Erwan Tostain
- Clotilde Verry
- Maud Vincent
- Cassandre Vittu De Kerraoul